# Абдуннаби Бехбахани
Мирза Абдуннаби шейх уль-ислам Бехбахани (перс. میرزا عبدالنبی شیخ الاسلام بهبهانی) — персидский писатель

 и историк XVIII века, так же известен как Монши Бехбахани (перс. «Секретарь Бехбахани»).
Родился и жил в городе Бехбахан в остане Хузестан.
Прославился как автор книги «Свежие новости» («بدایع الاخبار Бадаие аль-Ахбар»), известной также как «Тарихе Афган» — «История Афгана» — в названии отсылка к Мир Махмуд-шаху Хотаки, лидеру завоевателей известному в Персии как «Махмуд Афган». Во время нападения афганцев на Бехбахан в начале 1724 года, Абдуннаби находился в городе и своими глазами видел события войны: он был непосредственным свидетелем большинства событий, описанных в книге.
Бехбахани не просто пересказывал наблюдаемое им со стороны нападение Мир Махмуд-шаха, но и активно участвовал в боевых действиях и обороне осаждаемого города в качестве помощника канонира. Он был прямым свидетелем походов Надир-шаха на Бехбахан и на Кохгилуйе в марте-апреле 1730 года и имевших целью подавление выступлений Мохаммад-хана Балучи, одного из сподвижников афганских завоевателей, в Хузестане и Лурестане. Были подробно описаны победы Надир-шаха и отступление повстанцев.
Талант Абдуннаби Бехбахани положительно оценивался и через века после его смерти. Мохаммед Моин аль-Ислам Бехбахани, мыслитель эпохи первой иранской революции, весьма положительно отзывался о литературном таланте историка.
Абдуннаби шейх уль-ислам Бехбахани являлся крупнейшим писателем, историком и религиозным деятелем эпохи афганского вторжения.

## Бадие аль-Ахбар
В начале XVIII века Сефевидский Иран пришёл в упадок. Последние представители династии были свергнуты. Описанию персидской смуты и посвящено данное сочинение. Книга начинается с описания взятия афганцами Исфахана в 1722 году, когда последний сефевидский шах был свергнут Мир Махмуд-шахом.
Название книги «Бадаие аль-Ахбар» (بدایع الاخبار , араб. «Свежие новости») объясняется тем, что сочинение писалось одновременно с происходящими событиями. В книге рассказывается, как афганцы захватывали иранские города и крепости Ирана, грабили страну, нанесли поражение армии шаха Солтан Хусейна, осаждали Исфахан и взяли его после 36 дней сопротивления. Бебехани описывает бесчинства Мир МАхмуд-хана и его сторонников. Оканчивается книга описанием восстановления порядка при Надир-шахе Афшаре.